# 16-os számú Országos Kéktúra szakasz

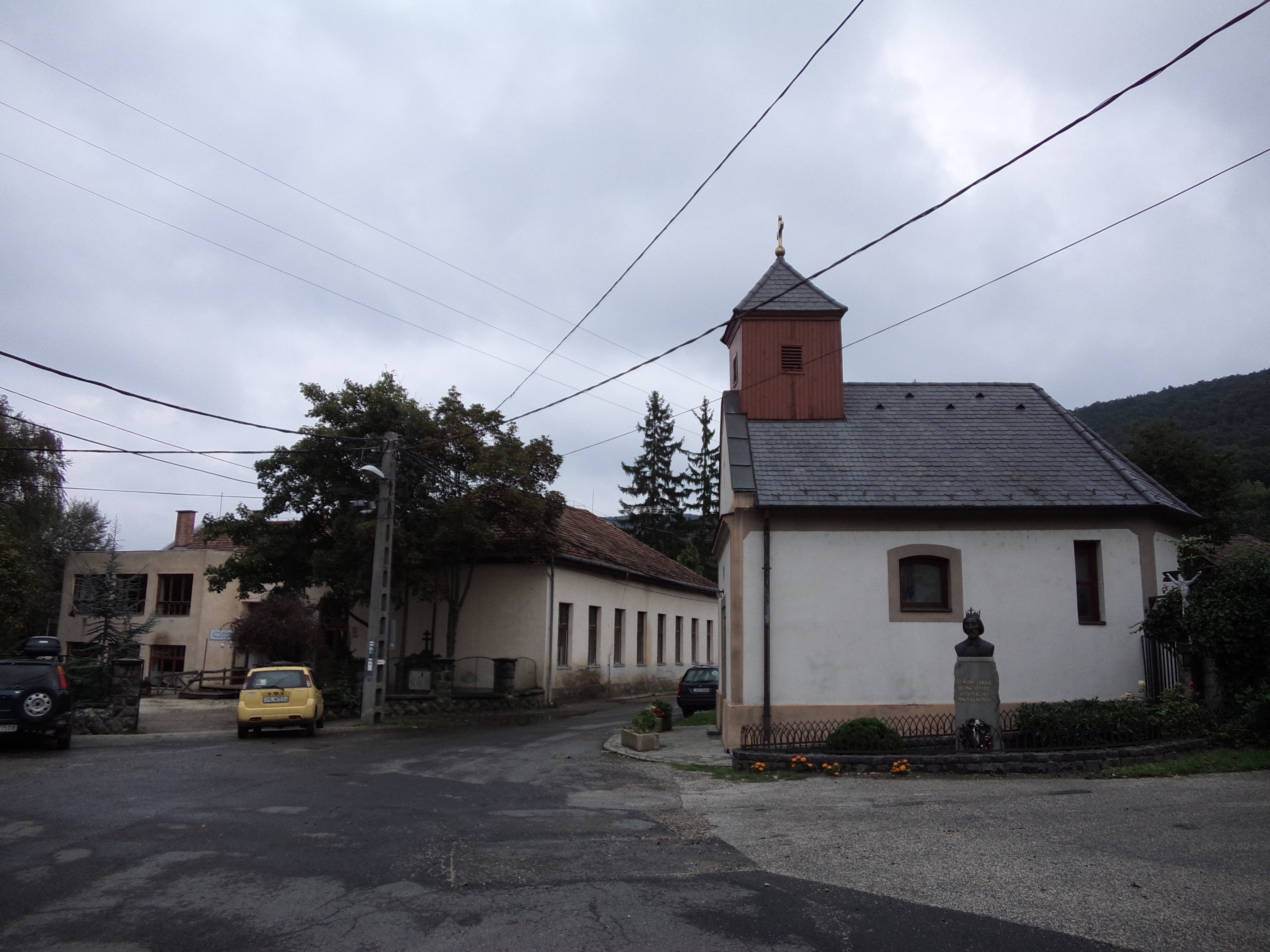
Pilisszentlászló központja

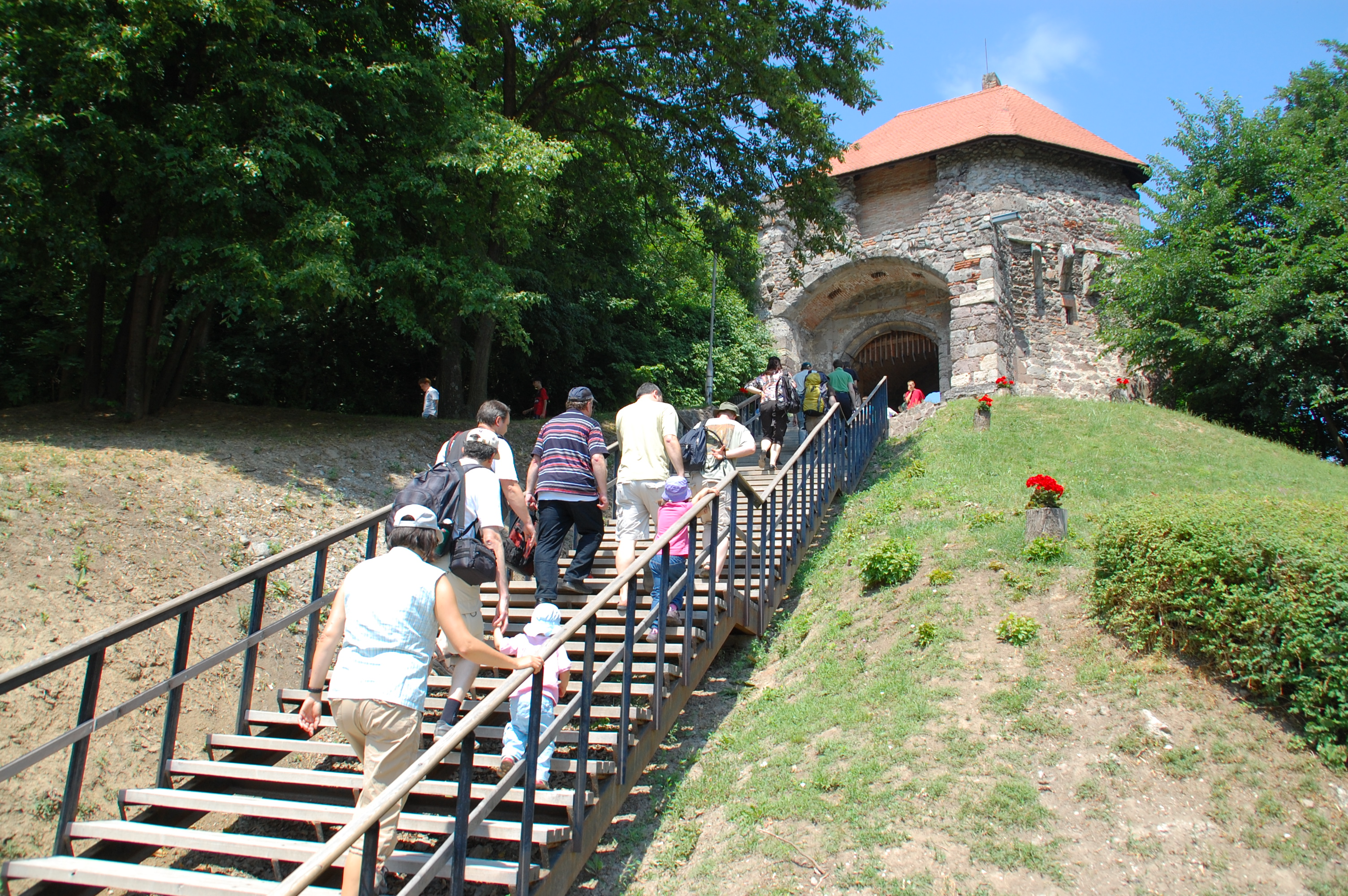
Feljárat a Visegrádi fellegvárhoz

A 16-os számú Országos Kéktúra szakasz az Országos Kéktúra egyik szakasza a Visegrádi-hegységben, Dobogó-kőtől a visegrádi kompig.

## Alszakaszok
| [ 1 ] | Szám      | Szakasz (pecsételőhely) | Táv     |
| ----- | --------- | --- | ------- |
|       | OKT-161   | Dobogókő – Kerek-bükk – Öreg-vágás-hegy – Sikárosi-rét – Sikárosi erdészház | 6,0 km  |
|       | OKT-162   | Sikárosi erdészház – Lenkó-emlék – Kárpát-forrás – Bükkös-patak – Öreg-nyílás-völgy – Kis Rigó vendéglő – Pilisszentlászló                                                                | 3,6 km  |
|       | OKT-163   | Pilisszentlászló – Rózsa-hegy – Szarvas-szérű – Szent László-hegy oldala – Pap-rét | 3,0 km  |
|       | OKT-164   | Pap-rét – Pálócki-rét – Úrasztal-oldal – Vízverés-nyerge – Őr-hegy – Barát-halom (Moli pihenő) – Borjú-fő kilátóhely – Visegrádi-kapu – Nagy-Villám parkoló – volt Nagy-Villám turistaház | 8,5 km  |
|       | OKT-165   | Nagy-Villám – Fellegvár – Kálvária – Visegrád, komp | 2,8 km  |
|       | Összesen: | | 23,9 km |

## Érintett települések
A túraszakasz a következő települések közigazgatási területét érinti:
- Pilisszentkereszt
- Pilisszentlászló
- Pomáz
- Szentendre
- Dunabogdány
- Tahitótfalu
- Visegrád